# Strade provinciali della provincia di Gorizia
La rete delle strade provinciali della provincia di Gorizia si componeva da 23 strade. Dal 1º luglio 2016, con la devoluzione delle competenze provinciali alla Regione in vista della futura soppressione delle province in Friuli Venezia Giulia, queste strade sono divenute di competenza regionale. Dal 1º gennaio 2018 sono di competenza di Friuli Venezia Giulia Strade e hanno inizialmente mantenuto la loro numerazione. Nel 2019 gli è stata attribuita una nuova denominazione, composta dalla sigla SR GO e dal numero della precedente strada provinciale (es. da SP 1 a SR GO 1).
- SP 1 Fogliano - Pieris
- SP 2 Pieris - Monfalcone
- SP 3 Mariano - Villesse
- SP 4 Capriva - Gradisca
- SP 5 San Lorenzo - Mariano
- SP 6 Bivio Angoris - Versa
- SP 7 Medea - Fratta
- SP 8 Gorizia - Savogna - Sagrado
- SP 9 Sagrado - Devetachi
- SP 10 San Lorenzo - Farra
- SP 11 Ronchi - Staranzano
- SP 12 San Pier - Ronchi
- SP 13 Rubbia - Gabria
- SP 14 Brazzano - Dolegna
- SP 15 Strada di Doberdò
- SP 16 Strada di Angoris
- SP 17 Strada del Collio
- SP 18 Borgo Biasiol - Bivio Prandi
- SP 19 Monfalcone - Grado
- SP 20 Raccordo di Villa Luisa
- SP 21 Dolegna - Mernico
- SP 22 (brevissimo tratto nel comune di Grado)
- SP 23 (brevissimo tratto nel comune di Grado)